# Uurwerkmaker

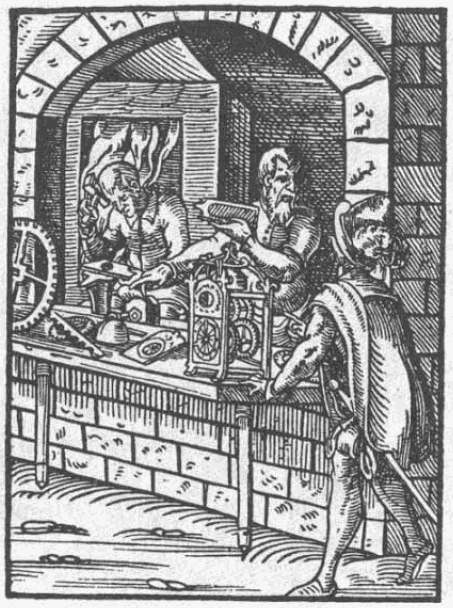
Horlogemaker uit 1568

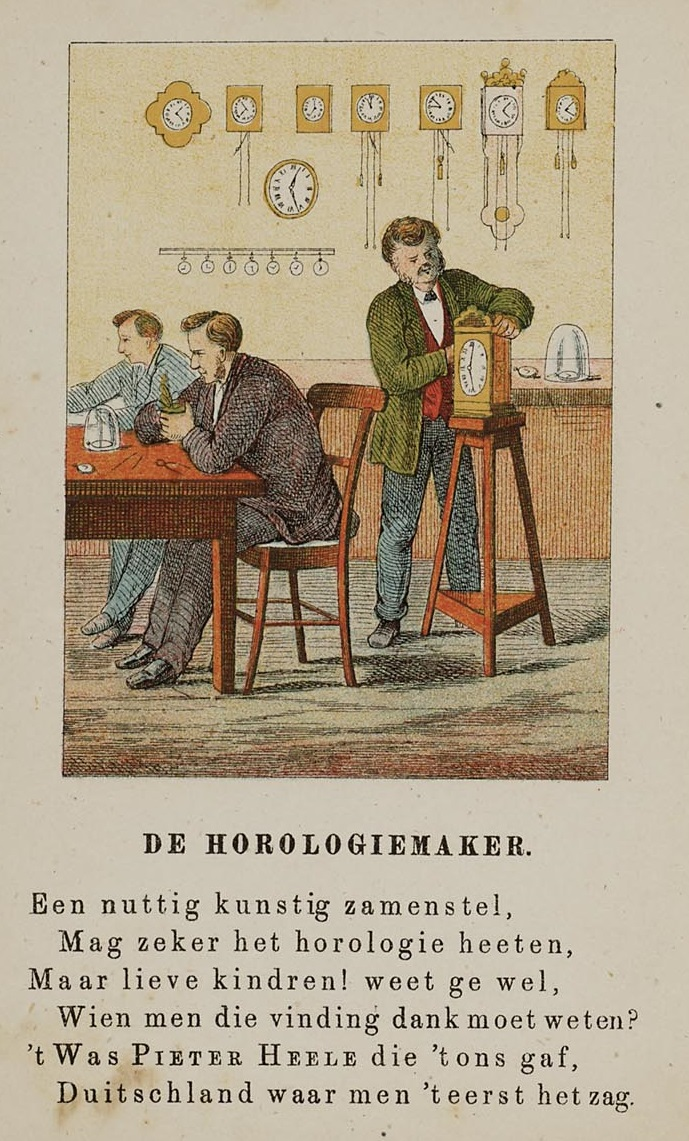
Horlogemaker uit "Nuttige ambachten" 187X

Een uurwerkmaker ontwerpt, bouwt en herstelt uurwerken. Dit kan allerlei uurwerken en andere mechanieken betreffen: horloges, elektrische of mechanische klokken, maar ook bijvoorbeeld barometers, zonnewijzers, astronomische wijzerplaten.
Het begrip is daarmee ruimer dan woorden als horlogemaker of klokkenmaker. Met name voor de maker van (grote) torenuurwerken is de benaming "horlogemaker" uiteraard ongeschikt: die laatste term is doorgaans voorbehouden aan degene die kleine mechanische uurwerken vervaardigt of repareert.
Een beroemd Nederlands uurwerkmaker van het eerste uur  was Christiaan Huygens. Zijn huidige beroepsgenoten dienen over een aantal specifieke kwaliteiten te beschikken: naast gevoel voor precisie en inzicht in en kennis van de natuurkunde is technische vaardigheid vereist, en tegenwoordig is elektrotechnische vaardigheid daarbij een belangrijke component.

## Opleiding
Er zijn opleidingen die zich specifiek richten op het vak van uurwerkmaker of op specialisaties binnen dat vak: in Nederland in Schoonhoven. 

In Vlaanderen wordt men uurwerkmaker via een Syntra-opleiding of via de studierichting uurwerkmaken in het BSO, die alleen wordt ingericht in het Technicum in Antwerpen. Behalve het vak van uurwerkmaker leert men er ook zich te specialiseren in de restauratie van oude uurwerken. 

Sommige aankomende beoefenaren zetten hun opleiding voort in Zwitserland, voor meer gespecialiseerde opleidingen.

## Horlogemaker
Onder de naam horlogemaker of horlogier waren er voorheen winkels die voornamelijk horloges en klokken verkochten en waar die ook gerepareerd konden worden. Later werd deze taak overgenomen door juweliers. Horloges en klokken zijn inmiddels ook verkrijgbaar in warenhuizen en meubelzaken. 
Het beroep van horlogemaker wordt steeds schaarser, ook omdat er kwartsuurwerken zijn gekomen waar minder vaak reparatie aan hoeft te gebeuren, en doordat horloges steeds goedkoper zijn geworden.
De techniek van het horlogemaken werd met name in Zwitserland geperfectioneerd.